# Championnat du Portugal féminin de football 1991-1992
Navigation
Édition précédente Édition suivante
La Taça Nacional Feminino 1991-1992 est la 7e édition du championnat du Portugal féminin de football. Seize équipes divisées en deux groupes régionaux, et non plus trois, s'affrontent sous forme de championnat, selon le principe des matches aller et retour, durant la première phase. À l'issue de cette drtnière, les deux premiers de chaque groupe s'affrontent dans une phase finale sous le principe d'un mini championnat aller-retour.
À l'issue de la saison, une nouvelle fois le Boavista s'adjuge un nouveau titre de champion, cela malgré l'arrivée d'un des trois grands du football portugais, le Sporting qui se lance dans l'aventure du football féminin. Pour cette septième édition il n'existe toujours pas de principe de relégations en division inférieure.

## Participants
Ces tableaux présentent les seize équipes qualifiées pour disputer le championnat 1991-1992. On y trouve le nom des clubs, la date de création du club, le nom des stades ainsi que la capacité de ces derniers
La première phase comprend deux groupes de huit équipes. 
Légende des couleurs
- Vainqueur de la Taça Nacional Feminino la saison précédente.
- Promu de division inférieure.

| \| Escola Viseu Clube de Albergaria Lobão Espinho Boavista Torre Merelinense \| Localisation des clubs engagés dans la Zona A du championnat. |
| Escola Viseu Clube de Albergaria Lobão Espinho Boavista Torre Merelinense                                                                     |

| Nom du club         | Date de création | Dernière montée | Division 1990-1991 | Stade                                             | Capacité | Vict. |
| ------------------- | ---------------- | --------------- | ------------------ | ------------------------------------------------- | -------- | ----- |
| Clube de Albergaria | 1890             | 1989            | Taça Nacional      | Estádio Municipal António Augusto Martins Pereira | -        | /     |
| Boavista FC         | 1903             | 1985            | Taça Nacional      | Campo de Treinos do Estádio do Bessa XXI          | -        | 6     |
| Escola Molelinhos   | 1979             | 1990            | Taça Nacional      | Campo do Vale da Pata                             | 350      | /     |
| CA Espinho          | -                | 1988            | Taça Nacional      | -                                                 | -        | /     |
| ADC Lobão           | 1978             | 1991            | Distrital          | -                                                 | -        | /     |
| Merelinense FC      | 1938             | 1991            | Distrital          | -                                                 | -        | /     |
| AR Torre            | -                | 1991            | Distrital          | -                                                 | -        | /     |
| CD Viseu            | -                | 1988            | Taça Nacional      | -                                                 | -        | /     |

| \| Carcavelos Trajouce Sporting Alvalade Camarate Riachense U.Coimbra Ferreirense \| Localisation des clubs engagés dans la Zona B du championnat. |
| Carcavelos Trajouce Sporting Alvalade Camarate Riachense U.Coimbra Ferreirense                                                                     |

| Nom du club          | Date de création | Dernière montée | Division 1990-1991 | Stade                       | Capacité | Vict. |
| -------------------- | ---------------- | --------------- | ------------------ | --------------------------- | -------- | ----- |
| Académico Alvalade   | -                | 1985            | Taça Nacional      | -                           | -        | /     |
| União Camarate       | -                | 1990            | Distrital          | -                           | -        | /     |
| GS Carcavelos        | 1921             | 1985            | Taça Nacional      | -                           | -        | /     |
| CF União de Coimbra  | 1919             | 1985            | Taça Nacional      | -                           | -        | /     |
| União Ferreirense    | 1916             | 1986            | Taça Nacional      | -                           | -        | /     |
| CA Riachense         | 1932             | 1989            | Taça Nacional      | -                           | -        | /     |
| Sporting CP          | 1906             | 1991            | Distrital          | CGD Stadium Aurélio Pereira | 1 180    | /     |
| GMD 9 Abril Trajouce | 1931             | 1991            | Distrital          | -                           | -        | /     |

## Compétition

### Première phase
Classement
Le classement est calculé avec le barème de points suivant : une victoire vaut deux points, le match nul un et la défaite zéro.
Critères de départage en cas d'égalité au classement :
1. classement aux points des matchs joués entre les clubs ex æquo ;
2. différence entre les buts marqués et les buts concédés sur la totalité des matchs joués dans le championnat ;
3. plus grand nombre de buts marqués sur la totalité des matchs joués dans le championnat ;
4. en cas de nouvelle égalité, une rencontre supplémentaire aura lieu sur terrain neutre avec, éventuellement, l’épreuve des tirs au but.

#### Zone A
Malgré l'augmentation du nombre d'équipes, le Boavista Futebol Clube remporte cette zone se qualifiant ainsi pour la phase finale. Néanmoins la "bonne" surprise de cette saison est la qualification des jeunes femmes du Merelinense FC, qui évoluait la saison passée en championnat de district.
| Rang | Équipe              | Pts | J  | G  | N | P  | Bp | Bc  | Diff |
| ---- | ------------------- | --- | -- | -- | - | -- | -- | --- | ---- |
| 1    | Boavista FCT        | 27  | 14 | 13 | 1 | 0  | 93 | 5   | +88  |
| 2    | Merelinense FCP     | 22  | 14 | 10 | 2 | 2  | 61 | 10  | +51  |
| 3    | Clube de Albergaria | 22  | 14 | 10 | 2 | 2  | 56 | 14  | +42  |
| 4    | ADC LobãoP          | 13  | 14 | 6  | 1 | 7  | 29 | 20  | +9   |
| 5    | AR TorreP           | 12  | 14 | 6  | 0 | 8  | 36 | 46  | -10  |
| 6    | CA Espinho          | 12  | 14 | 6  | 0 | 8  | 20 | 50  | -30  |
| 7    | CD Viseu            | 4   | 14 | 2  | 0 | 12 | 13 | 55  | -42  |
| 8    | Escola Molelinhos   | 0   | 14 | 0  | 0 | 14 | 1  | 109 | -108 |

|  | Qualifiés pour la phase finale de la compétition. |
|  | Relégué en division inférieure. |
|  | T Tenant du titre. P Promu de division inférieure. Pts points ; G victoires ; N match nuls ; P défaites Bp buts marqués ; Bc buts encaissés ; Diff différence de buts |

| Résultats (▼dom., ►ext.)                                   | Boa  | Mer  | Alb | Lob | Tor | Esp | Vis | Esc  |
| Boavista FC                                                |      | 4-0  | 2-1 | 3-0 | 8-2 | 8-0 | 4-0 | 16-0 |
| Merelinense FC                                             | 0-4  |      | 0-0 | 2-0 | 7-0 | 7-0 | 3-0 | 8-0  |
| Clube de Albergaria                                        | 0-6  | 1-1  |     | 1-0 | 4-1 | 2-0 | 8-0 | 12-0 |
| ADC Lobão                                                  | 0-0  | 0-4  | 1-2 |     | 0-1 | 2-3 | 8-1 | 6-0  |
| AR Torre                                                   | 1-6  | 1-2  | 2-6 | 3-6 |     | 1-0 | 5-1 | 6-0  |
| CA Espinho                                                 | 1-11 | 0-7  | 1-6 | 0-2 | 5-2 |     | 1-0 | 4-0  |
| CD Viseu                                                   | 0-6  | 0-9  | 0-6 | 0-1 | 1-2 | 1-2 |     | 6-0  |
| Escola Molelinhos                                          | 0-15 | 0-11 | 0-7 | 0-3 | 0-9 | 1-3 | 0-3 |      |
| - Victoire à domicile - Match nul - Victoire à l'extérieur |      |      |     |     |     |     |     |      |

#### Zone B
Le GD Costa do Estoril, triple vainqueur de la zone sud et vice-champion national, ne s'aligne pas cette saison. L'União de Coimbra, qui jusqu'à présent s'est toujours qualifié pour la phase finale, n'y arrive pas cette saison, laissant la toute jeune équipe du Sporting CP et l'União Ferreirense y accéder.
| Rang | Équipe                | Pts | J  | G  | N | P  | Bp | Bc  | Diff |
| ---- | --------------------- | --- | -- | -- | - | -- | -- | --- | ---- |
| 1    | Sporting CPP          | 24  | 14 | 11 | 2 | 1  | 71 | 12  | +59  |
| 2    | União Ferreirense     | 23  | 14 | 11 | 1 | 2  | 53 | 13  | +40  |
| 3    | GMD 9 Abril TrajouceP | 20  | 14 | 10 | 0 | 4  | 64 | 11  | +53  |
| 4    | União de Coimbra      | 20  | 14 | 9  | 2 | 3  | 52 | 18  | +34  |
| 5    | GS Carcavelos         | 12  | 14 | 6  | 0 | 8  | 39 | 38  | +1   |
| 6    | Académico Alvalade    | 8   | 14 | 3  | 2 | 9  | 11 | 32  | -21  |
| 7    | CA Riachense          | 4   | 14 | 1  | 2 | 11 | 12 | 56  | -44  |
| 8    | União Camarate        | 1   | 14 | 0  | 1 | 13 | 2  | 132 | -130 |

|  | Qualifié pour la phase finale de la compétition. |
|  | Relégué en division inférieure. |
|  | T Tenant du titre. P Promu de division inférieure. Pts points ; G victoires ; N match nuls ; P défaites Bp buts marqués ; Bc buts encaissés ; Diff différence de buts |

| Résultats (▼dom., ►ext.)                                   | SCP  | Fer | Tra  | Coi  | Car  | Alv | Ria | Cam  |
| Sporting CP                                                |      | 3-2 | 3-1  | 2-2  | 10-0 | 1-1 | 6-0 | 18-0 |
| União Ferreirense                                          | 3-2  |     | 1-2  | 1-0  | 2-1  | 1-0 | 3-0 | 13-0 |
| GMD 9 Abril Trajouce                                       | 0-1  | 2-3 |      | 1-0  | 6-1  | 4-0 | 6-0 | 10-0 |
| União Coimbra                                              | 1-2  | 0-0 | 1-0  |      | 1-0  | 4-0 | 8-1 | 14-0 |
| GS Carcavelos                                              | 2-4  | 3-4 | 0-4  | 2-3  |      | 5-1 | 2-1 | 7-0  |
| Académico Alvalade                                         | 0-4  | 0-4 | 0-3  | 0-1  | 1-4  |     | 1-0 | 2-0  |
| CA Riachense                                               | 0-4  | 0-7 | 1-8  | 1-4  | 1-4  | 1-1 |     | 4-0  |
| União Camarate                                             | 0-11 | 0-9 | 0-17 | 0-13 | 0-8  | 0-4 | 2-2 |      |
| - Victoire à domicile - Match nul - Victoire à l'extérieur |      |     |      |      |      |     |     |      |

### Phase finale
Les quatre équipes qualifiées pour la phase finale s'opposent dans un mini-championnat aller-retour. Le Boavista arrive en tête de ce dernier et s'octroie ainsi son septième titre d'affilée.
| Rang | Équipe            | Pts | J | G | N | P | Bp | Bc | Diff |
| ---- | ----------------- | --- | - | - | - | - | -- | -- | ---- |
| 1    | Boavista FCT      | 12  | 6 | 6 | 0 | 0 | 23 | 6  | +17  |
| 2    | União Ferreirense | 7   | 6 | 3 | 1 | 2 | 8  | 10 | -2   |
| 3    | Sporting CPP      | 5   | 6 | 2 | 1 | 3 | 9  | 11 | -2   |
| 4    | Merelinense FCP   | 0   | 6 | 0 | 0 | 6 | 4  | 17 | -13  |

|  | Vainqueur de la compétition. |
|  | T Tenant du titre. P Promu de division inférieure. Pts points ; G victoires ; N match nuls ; P défaites Bp buts marqués ; Bc buts encaissés ; Diff différence de buts |

| Résultats (▼dom., ►ext.)                                   | Boa | Fer | SCP | Mer |
| Boavista FC                                                |     | 3-0 | 3-1 | 6-2 |
| União Ferreirense                                          | 1-4 |     | 2-1 | 1-0 |
| Sporting CP                                                | 1-3 | 2-2 |     | 3-1 |
| Merelinense FC                                             | 1-4 | 0-2 | 0-1 |     |
| - Victoire à domicile - Match nul - Victoire à l'extérieur |     |     |     |     |